# 马伊拉杜图赖
马伊拉杜图赖（Mayiladuthurai），是印度泰米尔纳德邦Nagapattinam县的一个城镇。总人口84290（2001年）。

## 人口
该地2001年总人口84290人，其中男性41890人，女性42400人；0—6岁人口7844人，其中男4008人，女3836人；识字率80.24%，其中男性为84.40%，女性为76.14%。